# Gmina Muć
Gmina Muć (chorw. Općina Muć) – gmina w Chorwacji, w żupanii splicko-dalmatyńskiej. W 2011 roku liczyła 3882 mieszkańców.

## Miejscowości
Gmina składa się z następujących miejscowości:
- Bračević
- Crivac
- Donje Ogorje
- Donje Postinje
- Donji Muć
- Gizdavac
- Gornje Ogorje
- Gornje Postinje
- Gornji Muć
- Mala Milešina
- Neorić
- Pribude
- Radunić
- Ramljane
- Sutina
- Velika Milešina
- Zelovo